# The Necessary Death of Charlie Countryman
The Necessary Death of Charlie Countryman is een Amerikaanse onafhankelijke film uit 2013 onder regie van Fredrik Bond. De film, met Shia LaBeouf, Evan Rachel Wood en Mads Mikkelsen in de hoofdrollen, ging in première op het Sundance Film Festival.

## Verhaal
Na het overlijden van zijn moeder Kate, droomt Charlie Countryman dat zij haar wens laat blijken dat hij zijn geluk vindt in Boekarest. Charlie stapt op het vliegtuig en ontmoet Victor Ibanescu, met wie hij het meteen goed kan vinden. Victor overlijdt echter aan een hartaanval voordat het vliegtuig Roemenië kan bereiken. Eenmaal in Boekarest aangekomen, wordt hij verliefd op Victors dochter Gabi en raakt hij bevriend met zijn jeugdherbergkamergenoten Karl en Luke, met wie hij een LSD-trip beleeft. 
Charlie probeert Gabi te imponeren, maar wordt dwarsgezeten door Gabi's man Nigel, een gevaarlijke maffiabaas. Charlie is zo verliefd dat hij het gevaar negeert om bij Gabi te kunnen zijn. Hij gaat de strijd aan met Nigel en vindt zelfs een video waarin Nigel iemand vermoord. Hij bedreigt Nigel met de video, maar dit heeft een averechts effect. Nigel takelt hem toe en laat hem uiteindelijk opsporen. Uiteindelijk wordt Charlie door Nigel gevangen en draagt Gabi een pistool waarmee ze hem moet vermoorden. Gabi heeft echter de politie gealarmeerd zonder dat iemand daarvan af wist. Charlie wordt gered en Nigel, verraden door zijn eigen vrouw, laat zich doodschieten door de politie.

## Rolverdeling
- Shia LaBeouf als Charlie Countryman
- Evan Rachel Wood als Gabriela 'Gabi' Ibanescu
- Mads Mikkelsen als Nigel
- Til Schweiger als Darko
- Rupert Grint als Karl
- James Buckley als Luc
- Ion Caramitru als Victor Ibanescu
- Vincent D'Onofrio als Bill
- Melissa Leo als Kate
- John Hurt als verteller

## Achtergrond
Acteur Zac Efron zou korte tijd de hoofdrol spelen, totdat Shia LaBeouf beschikbaar bleek. LaBeouf kwam in het nieuws omdat hij ter voorbereiding van deze rol LSD heeft genomen. De film werd in mei en juni 2012 geschoten in Roemenië. De film werd in de Verenigde Staten in slechts vijftien bioscopen uitgebracht en bracht niet meer dan $7.973 op in het eerste weekend.